# Wu Xinzhi
Wu Xinzhi (吴新智, * 2. Juni 1928 in Hefei; † 4. Dezember 2021) war ein chinesischer Paläoanthropologe und Mitglied der Chinesischen Akademie der Wissenschaften. Er wurde international bekannt durch eine spezielle Interpretation der Stammesgeschichte des Menschen.

## Leben
Wu studierte Medizin am Shanghai Medical College (seit 2000: Shanghai Medical College der Fudan-Universität), mit einem Schwerpunkt im Fachgebiet Anatomie des Menschen. 1953 schloss er sein Studium ab und widmete sich danach der Paläoanthropologie an der Chinesischen Akademie der Wissenschaften. Ab 1961 war Wu am Institut für Wirbeltierpaläontologie und Paläoanthropologie der Chinesischen Akademie der Wissenschaften tätig, zunächst als Wissenschaftlicher Assistent, später als Professor und stellvertretender Direktor. Ferner war Wu über viele Jahre hinweg Chefredakteur der Fachzeitschrift Acta Anthropologica Sinica und stellvertretender Präsident der Chinesischen Gesellschaft für Anatomie (Chinese Society for Anatomical Sciences, 中国解剖学会).
Aufgrund seiner Tätigkeit für das Institut für Wirbeltierpaläontologie und Paläoanthropologie der Chinesischen Akademie der Wissenschaften war Wu Xinzhi an zahlreichen Ausgrabungen beteiligt, unter anderem in Zhoukoudian, dem ursprünglichen Fundort des Pekingmenschen; in der Provinz Shanxi, dem Fundort des so genannten Dingcun-Menschen; ferner Ende der 1970er-Jahre an der wissenschaftlichen Beschreibung des Dali-Menschen. Er forschte aber auch über die Anatomie der Gibbons.
Abweichend von der Mehrheitsmeinung der internationalen Paläoanthropologen-Gemeinschaft, die aufgrund von Fossilienfunden und genetischen Analysen („Mitochondriale Eva“) von einem Entstehen des anatomisch modernen Menschen (Homo sapiens) vor 100.000 bis 200.000 in Afrika und einer erst danach folgenden Ausbreitung des Menschen ausgeht, vertrat Wu die Hypothese, der asiatische Typus des Homo sapiens habe sich in Asien aus dem Jahrhunderttausende zuvor aus Afrika nach Asien eingewanderten Homo erectus aufgrund von „Continuity with Hybridization“ entwickelt. Diese Hypothese vom multiregionalen Ursprung des modernen Menschen publizierte er 1984 gemeinsam mit Milford H. Wolpoff. 1998 engte er diese Hypothese durch eine zweite Hypothese ein, der zufolge die asiatische Variante des Homo sapiens in China entstanden sei und nicht, wie es die durch Fossilienfunde und genetische Studien belegte Out-of-Africa-Theorie beschreibt, durch Zuwanderung des Homo sapiens aus Afrika.
Aufgrund seiner hochrangigen Position in der chinesischen Paläoanthropologie hat diese Hypothese unter anderem zur Folge, dass in zahlreichen chinesischen Publikationen bereits Fossilien aus dem Übergang vom Mittelpleistozän zum Jungpleistozän als Homo sapiens oder Homo sapiens erectus bezeichnet werden, die der Mehrheitsmeinung der internationalen Paläoanthropologen-Gemeinschaft zufolge als Homo erectus einzustufen sind.

## Schriften (Auswahl)
- mit Frank E. Poirier: Human evolution in China. A metric description of the fossils and a review of the sites. Oxford University Press, New York 1995, ISBN 0-19-507432-7.
- mit Wei-wen Huang und Guoqin Qi: Zhongguo Gu Ren Lei Yi Zhi. (Paleolithic Sites in China.) Shanghai ke ji jiao yu chu ban she, Shanghai 1999, ISBN 978-7-5428-1975-8. (chinesisch)
- On the origin of modern humans in China. In: Quaternary International. Band 117, 2004, S. 131–140, doi:10.1016/S1040-6182(03)00123-X.

## Belege
1. ↑  胡珉琦 来源: 吴新智院士：用一生逼近一个真相. In: sciencenet.cn. 9. Dezember 2021, abgerufen am 11. Dezember 2021 (chinesisch).
2. ↑  Wu Xinzhi: A well-preserved cranium of an archaic type of early Homo sapiens from Dali, China. In: Scientia Sinica. Band 24, Nr. 4, 1981, S. 530–541, PMID 6789450.
3. ↑  Wu Xinzhi, Ye Zhizhang, Kin Yipu: Anatomy of the Gibbons. Science Press, Beijing 1978. (chinesisch)
4. ↑  Milford H. Wolpoff, Wu Xinzhi, Alan G. Thorne: Modern Homo sapiens origins: a general theory of hominid evolution involving the fossil evidence from East Asia. In: F. H. Smith, F. Spencer (Hrsg.): The Origins of Modern Humans: A World Survey of the Fossil Evidence. Alan R. Liss, New York 1984, S. 411–483.
5. ↑  Wu Xinzhi: Origin of modern humans of China viewed from cranio-dental characteristics of late Homo sapiens. In: Acta Anthropologica Sinica. Band 17, 1998, S. 276–282.

| Personendaten    | Personendaten                  |
| ---------------- | ------------------------------ |
| NAME             | Wu, Xinzhi                     |
| KURZBESCHREIBUNG | chinesischer Paläoanthropologe |
| GEBURTSDATUM     | 2. Juni 1928                   |
| GEBURTSORT       | Hefei                          |
| STERBEDATUM      | 4. Dezember 2021               |